# Città di 15 minuti

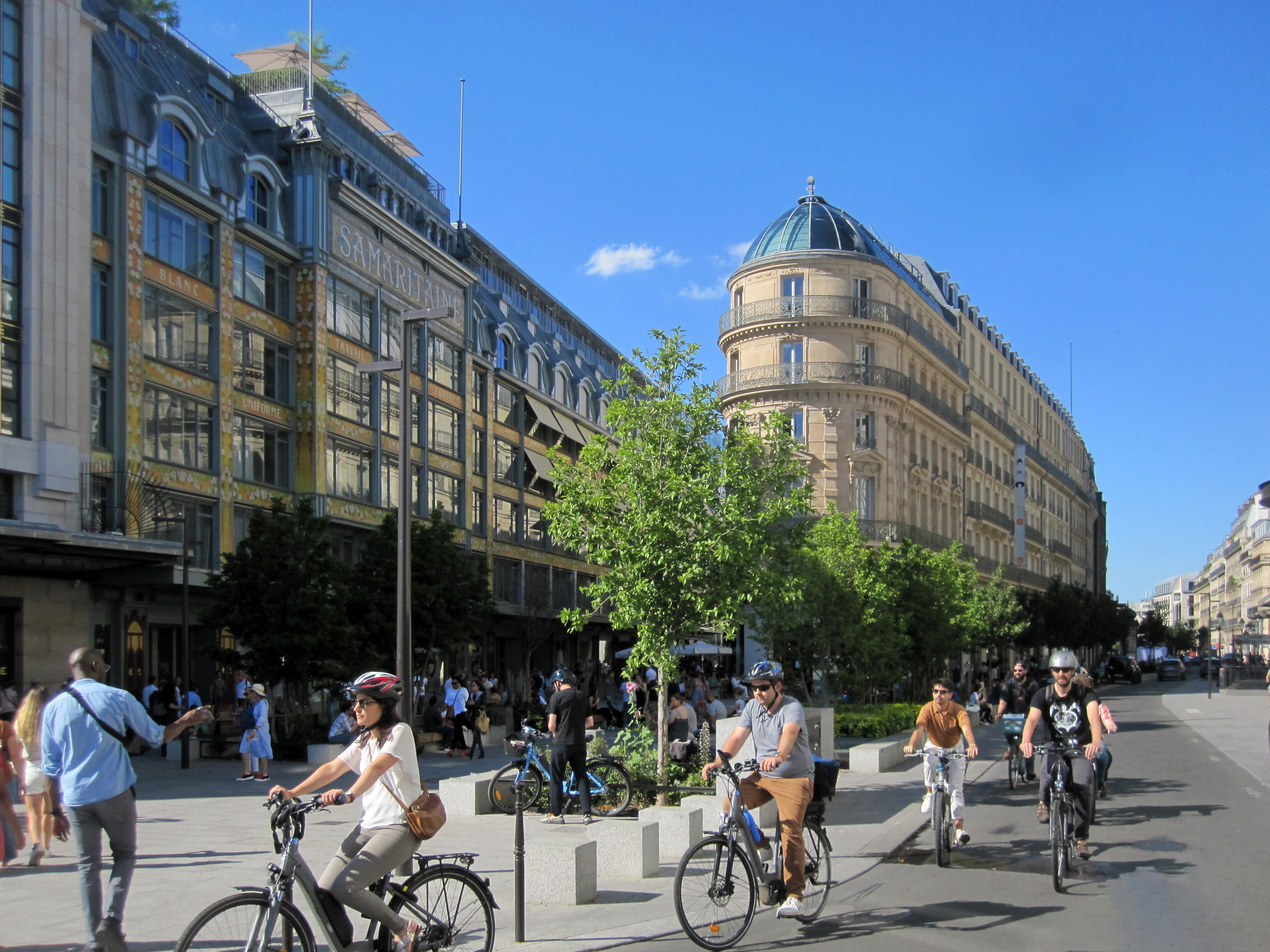
Persone camminano e vanno in bicicletta a Parigi. Il concetto di "città di 15 minuti" è divenuto popolare nei primi anni 2020 anche grazie alla sindaca di Parigi Anne Hidalgo

La città di 15 minuti è un concetto urbano residenziale in cui la maggior parte delle necessità quotidiane dei residenti può essere soddisfatta spostandosi a piedi o in bicicletta direttamente dalle proprie abitazioni. Il concetto è stato reso popolare nei primi anni 2020 dalla sindaca di Parigi Anne Hidalgo e ispirato dallo scienziato franco-colombiano Carlos Moreno. Le città di 15 minuti sono costruite da una serie di quartieri di 5 minuti, noti anche come comunità complete o quartieri percorribili a piedi. Il concetto è stato descritto come un "ritorno a uno stile di vita locale".

## Storia
Il concetto di città di 15 minuti deriva da precedenti idee basate sulla vicinanza e la percorribilità a piedi, come la controversa unità di quartiere di Clarence Perry. Come ispirazione per la città di 15 minuti, Moreno ha citato il modello di Jane Jacobs presentato in The Death and Life of Great American Cities.
La sindaca di Parigi Anne Hidalgo ha incluso un piano per implementare il concetto di città di 15 minuti nella propria campagna di rielezione del 2020.
La crisi climatica e la pandemia globale di COVID-19 hanno accelerato la diffusione e le iniziative di attuazione della città di 15 minuti. Nel luglio 2020, il C40 Cities Climate Leadership Group ha pubblicato un quadro strutturale per le città per "ricostruire meglio" utilizzando il concetto di 15 minuti, riferendosi specificamente ai piani attuati a Milano, Madrid, Edimburgo e Seattle dopo le epidemie di COVID-19. Il rapporto sottolinea l'importanza di un coinvolgimento inclusivo della comunità attraverso meccanismi come il bilancio partecipativo e l'adeguamento dei piani urbani e delle infrastrutture per incoraggiare comunità dense, complete e globali.
Un manifesto pubblicato a Barcellona nell'aprile del 2020 dal teorico dell'architettura Massimo Paolini ha proposto un cambiamento radicale nell'organizzazione delle città sulla scia del COVID-19 ed è stato firmato da 160 accademici e 300 architetti. La proposta ha quattro elementi chiave: riorganizzazione della mobilità, (ri)naturalizzazione della città, demercificazione degli alloggi e decrescita.

## Modelli di ricerca
La città di 15 minuti è una proposta per lo sviluppo di una città policentrica, in cui la densità è piacevole, la vicinanza è godibile e l'intensità sociale (ovvero l'esistenza di un gran numero di legami sociali produttivi e intricati) è concreta.
Carlos Moreno ha proposto per la prima volta il concetto di città di 15 minuti nel 2016. Altri hanno proposto modelli simili ma diversi nell'ambito della "cronurbanistica".

### Moreno e la città di 15 minuti
L'articolo di Moreno del 2016 ha introdotto il concetto di città di 15 minuti come un modo per garantire che i residenti urbani possano svolgere sei funzioni essenziali entro 15 minuti a piedi o in bicicletta dalle loro abitazioni: vita, lavoro, commercio, assistenza sanitaria, istruzione e intrattenimento. La struttura di questo modello ha quattro componenti: densità, prossimità, diversità e digitalizzazione.
Moreno cita il lavoro di Nikos Salingaros, il quale teorizza l'esistenza di una densità abitativa ottimale per lo sviluppo urbano, che incoraggerebbe soluzioni locali ai problemi locali. Gli autori discutono del concetto della vicinanza in termini sia di spazio che di tempo, sostenendo che una città di 15 minuti ridurrebbe lo spazio e il tempo necessari per lo svolgimento delle attività quotidiane. La diversità, in questo modello di città di 15 minuti, si riferisce allo sviluppo ad uso misto e ai quartieri multiculturali, che secondo Moreno e altri migliorerebbero l'esperienza urbana e aumenterebbero la partecipazione della comunità al processo di pianificazione. La digitalizzazione è un aspetto chiave della città di 15 minuti derivata dalle città intelligenti. Moreno e altri sostengono che la quarta rivoluzione industriale abbia ridotto la necessità di pendolarismo a causa dell'accesso a tecnologie come la comunicazione virtuale e lo shopping online. Concludono affermando che queste quattro componenti, se implementate su larga scala, formerebbero una città accessibile con un'elevata qualità della vita.

### Larson e la città di 20 minuti
Kent Larson ha descritto il concetto di città di 20 minuti in un TED talk del 2012 e il suo City Science Group presso il laboratorio multimediale del MIT ha sviluppato una piattaforma di simulazione di quartieri per integrare la progettazione, la tecnologia e gli interventi politici necessari in "celle urbane compatte". Nella sua masterclass "On Cities" per la Norman Foster Foundation, Larson ha proposto una teoria secondo la quale il pianeta sta diventando una rete di città e che le città di successo in futuro si evolveranno in una rete di comunità imprenditoriali ad alte prestazioni e resilienti.

### Weng e il quartiere percorribile in 15 minuti
Min Weng e i suoi colleghi, in un articolo del 2019 utilizzando Shanghai come caso di studio, hanno proposto il concetto di quartiere percorribile in 15 minuti, con un focus sulla salute e in particolare sulle malattie non trasmissibili. Gli autori suggeriscono che il quartiere percorribile in 15 minuti sia un modo per migliorare la salute dei residenti e documentano le disparità esistenti nella percorribilità all'interno di Shanghai. Hanno scoperto che le aree rurali, in media, sono significativamente meno percorribili e le aree con scarsa percorribilità tendono ad avere una percentuale maggiore di bambini. Rispetto a Moreno et al., gli autori si sono concentrati maggiormente sui benefici per la salute del camminare e sulle differenze nella percorribilità e nell'utilizzo tra i gruppi di età.

### Da Silva e la città di 20 minuti
Da Silva et al., nel loro articolo del 2019 citano Tempe, in Arizona, come caso di studio di uno spazio urbano in cui tutte le esigenze possono essere soddisfatte in 20 minuti a piedi, in bicicletta o con i mezzi pubblici. Gli autori hanno scoperto che Tempe è altamente accessibile, soprattutto in bicicletta, ma che l'accessibilità varia con l'area geografica. Rispetto a Moreno et al., gli autori si sono concentrati maggiormente sull'accessibilità all'interno dell'ambiente costruito.

## Attuazioni

### Africa
Lagos, in Nigeria, ha convertito le scuole che erano state chiuse a causa della pandemia di COVID-19 in mercati alimentari per evitare acquisti presi dal panico. Il programma ha anche ridotto i tempi di pendolarismo e ha rafforzato le scorte di cibo all'interno delle comunità.

### Asia
L'autorità per i trasporti terrestri di Singapore nel 2019 ha proposto un piano generale da realizzarsi entro il 2040 che includeva gli obiettivi di "città di 20 minuti" e "città di 45 minuti".

#### Cina
Il master plan del 2016 per Shanghai prevedeva "circoli di vita comunitaria di 15 minuti", in cui i residenti potevano completare tutte le loro attività quotidiane entro 15 minuti a piedi. Tali circoli sono stati realizzati in altre città cinesi, come Baoding e Guangzhou.
Lo Standard per la pianificazione e la progettazione di aree residenziali urbane (GB 50180–2018), uno standard nazionale entrato in vigore nel 2018, prevede quattro livelli di aree residenziali: quartiere pedonale di 15 minuti, quartiere pedonale di 10 minuti, quartiere pedonale di 5 minuti e un quartiere-isolato. Tra questi, con "quartiere pedonale di 15 minuti" si intende "un'area residenziale divisa secondo il principio che i residenti possono soddisfare la loro domanda materiale, abitativa e culturale camminando per 15 minuti; solitamente circondata da strade principali urbane o confini territoriali, con una popolazione da 50.000 a 100.000 persone (da circa 17.000 a 32.000 famiglie) e strutture di supporto complete".
Chengdu, per combattere l'espansione urbana incontrollata, ha commissionato il piano della "Grande Città", dove lo sviluppo ai margini della città sarebbe sufficientemente denso da supportare tutti i servizi necessari entro 15 minuti a piedi.

### Europa

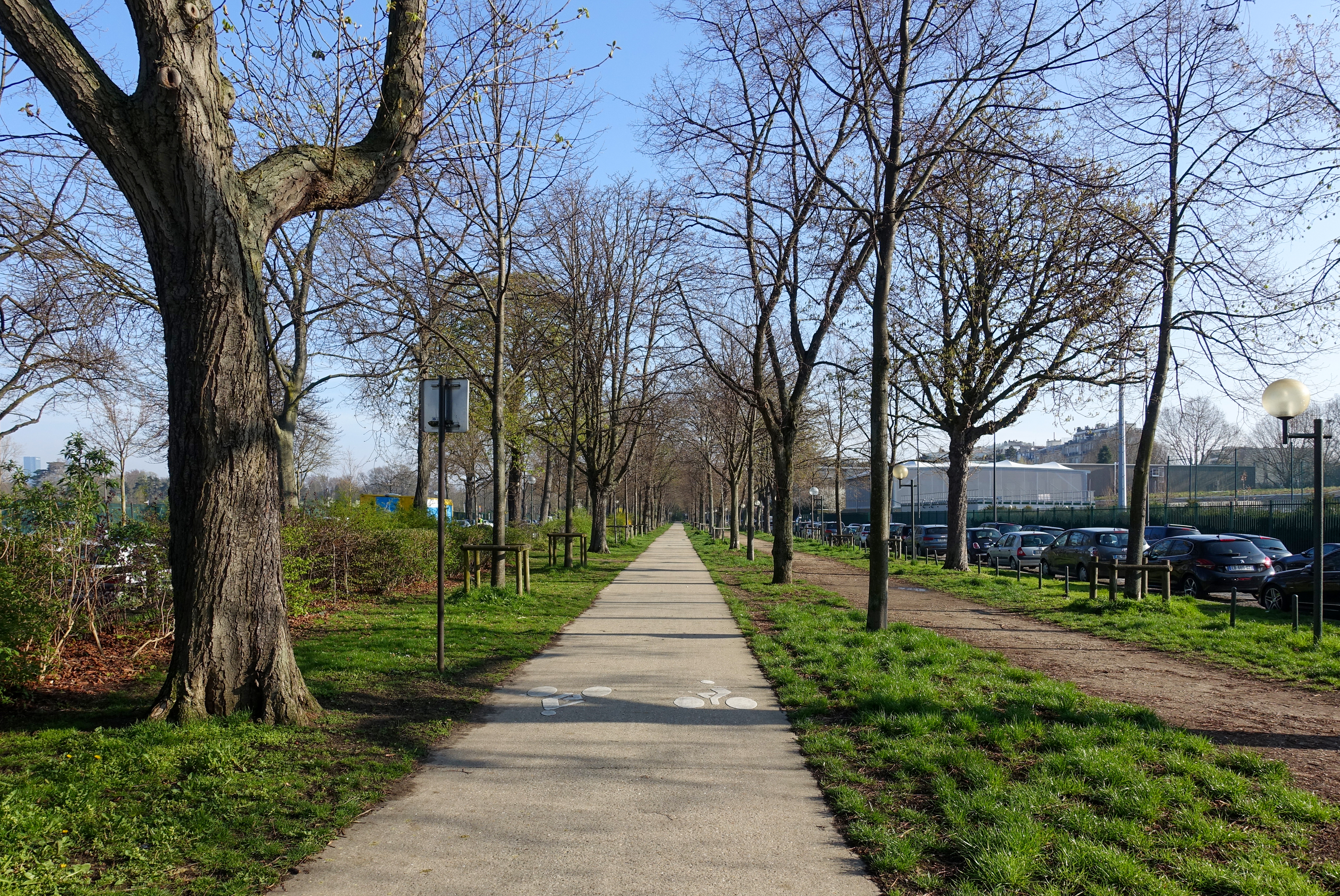
Esempio di pista ciclabile a Parigi

La sindaca di Parigi Anne Hidalgo ha introdotto il concetto di città di 15 minuti nella sua campagna di rielezione del 2020 e ha iniziato ad attuarlo durante la pandemia di COVID-19. Ad esempio, i cortili delle scuole sono stati convertiti in parchi fuori orario, mentre Place de la Bastille e altre piazze sono state rinnovate con alberi e piste ciclabili.
Cagliari ha avviato un piano strategico per rivitalizzare la città e migliorare la percorribilità. La città ha sollecitato attivamente il feedback del pubblico attraverso un processo di pianificazione partecipata, come descritto nel modello Moreno. Un aspetto unico del piano prevede la riqualificazione degli spazi pubblici e degli edifici non più utilizzati, in relazione al modello generale di intensificazione urbana.
Il Sindaco di Roma Roberto Gualtieri nel 2021 ha inserito tra gli obiettivi strategici del suo programma la “città dei 15 minuti” con l'obiettivo di migliorare l’accessibilità alle aree verdi, al trasporto pubblico su rotaia, alle scuole, ai centri culturali, al lavoro (con gli spazi di co-working) e ai centri sportivi.

### Nord America
Nel 2012 Portland ha sviluppato un piano per quartieri completi all'interno della città, che mira a sostenere i giovani, fornire alloggi a prezzi accessibili e promuovere lo sviluppo e il commercio guidati dalla comunità in quartieri storicamente sottoserviti. Similmente al modello di Weng et al., il piano di Portland enfatizza il camminare e l'andare in bicicletta come modi per combattere malattie non trasmissibili come l'obesità e sottolinea l'importanza della disponibilità di cibo sano a prezzi accessibili. Il piano di Portland richiede in particolare un elevato grado di trasparenza e coinvolgimento della comunità durante il processo di pianificazione, che è simile alla componente di diversità del modello di Moreno et al.

### Sud America
Bogotá, in Colombia, nel marzo 2021, ha realizzato una rete di 84 chilometri di piste ciclabili per incoraggiare il distanziamento sociale durante la pandemia di COVID-19. Questa espansione ha completato il progetto Ciclovía, avviato nel 1974, tramite il quale alle biciclette viene assegnato il controllo principale delle strade. La rete di piste ciclabili che ne risulta è la più grande del suo genere al mondo.

### Oceania
La città di Melbourne, in Australia, ha sviluppato il Plan Melbourne 2017-2050 per accogliere la crescita e combattere l'espansione incontrollata. Il piano contiene più elementi del concetto di città di 15 minuti, comprese nuove piste ciclabili e la costruzione di "quartieri di 20 minuti".

## Implicazioni
La città di 15 minuti, con la sua enfasi sulla percorribilità e l'accessibilità, è stata proposta come un modo per servire meglio gruppi di persone che storicamente sono state escluse dalla pianificazione, come donne, bambini, persone con disabilità e anziani.
Viene inoltre enfatizzata l'infrastruttura sociale al fine di massimizzare le funzioni urbane come scuole, parchi e attività complementari per i residenti. C'è anche una grande attenzione sull'accesso allo spazio verde, che può promuovere impatti ambientali positivi come aumentare la biodiversità urbana e aiutare a proteggere la città dalle specie invasive. Gli studi hanno scoperto che un maggiore accesso agli spazi verdi può anche avere un impatto positivo sulla salute mentale e fisica degli abitanti di una città, riducendo lo stress e le emozioni negative, aumentando la felicità, migliorando il sonno e promuovendo interazioni sociali positive. È stato riscontrato inoltre che quando i residenti urbani vivono vicino a spazi verdi, fanno più esercizio fisico e migliorano il loro benessere.